# Ландрі Н'Гемо
Ландрі́ Жое́ль Цафа́к Н'Гемо́ (фр. Landry N'Guémo; 28 листопада 1985, Яунде — 27 червня 2024) — камерунський футболіст, півзахисник турецького клубу «Кайсеріспор».
Також відомий виступами за клуби «Нансі», «Селтік» та «Бордо», національну збірну Камеруну.
Володар Кубка Франції. Володар Кубка французької ліги.

## Клубна кар'єра
У дорослому футболі дебютував 2005 року виступами за команду клубу «Нансі», в якій провів чотири сезони, взявши участь у 94 матчах чемпіонату. Більшість часу, проведеного у складі «Нансі», був гравцем основного складу команди.
Своєю грою за цю команду привернув увагу представників тренерського штабу клубу «Селтік», до складу якого приєднався на умовах оренди 2009 року. Відіграв за команду з Глазго наступний сезон своєї ігрової кар'єри. Граючи у складі «Селтіка» також здебільшого виходив на поле в основному складі команди.
Повернувшись з оренди, протягом 2010—2011 років знову захищав кольори команди клубу «Нансі».
До складу клубу «Бордо» приєднався 2011 року. Наразі встиг відіграти за команду з Бордо 33 матчі в національному чемпіонаті.

## Виступи за збірну
2006 року дебютував в офіційних матчах у складі національної збірної Камеруну. Наразі провів у формі головної команди країни 35 матчів, забивши 3 голи.
У складі збірної був учасником Кубка африканських націй 2008 року у Гані, де разом з командою здобув «срібло», чемпіонату світу 2010 року у ПАР, а також Кубка африканських націй 2010 року в Анголі.

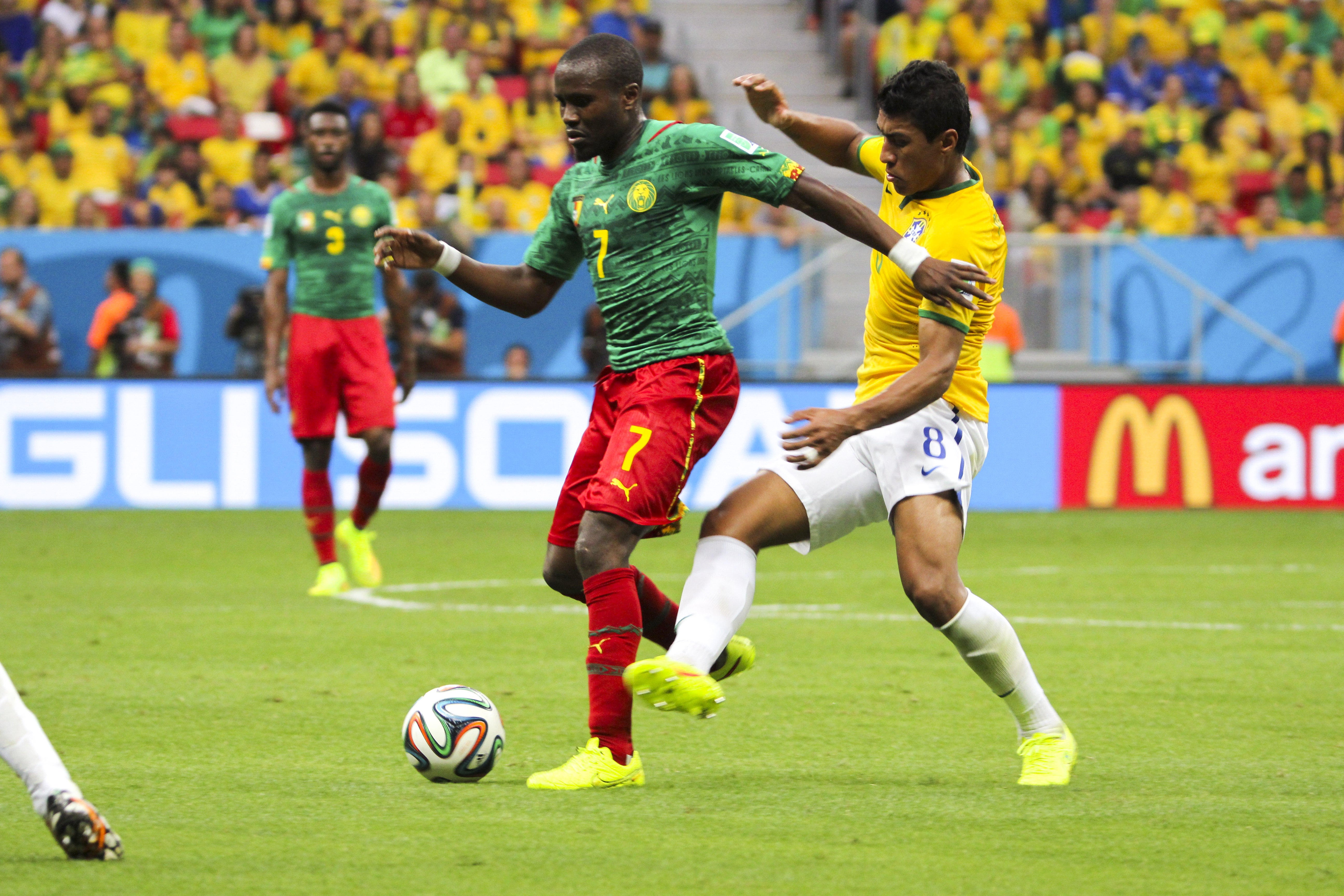
Н'Гемо бореться з бразильським півзахисником Паулінью за м'яч під час чемпіонату світу з футболу 2014 року.

## Титули і досягнення
- Чемпіон Африки (U-17): 2003
- Володар Кубка французької ліги (1):

«Нансі»: 2005-06
- Володар Кубка Франції (1):

«Бордо»: 2012-13
- Срібний призер Кубка африканських націй: 2008